# Eria palmifolia
Eria palmifolia är en orkidéart som beskrevs av Henry Nicholas Ridley. Eria palmifolia ingår i släktet Eria och familjen orkidéer. Inga underarter finns listade i Catalogue of Life.